# قائمة مراكز التسوق في مدينة العين
تعتبر مدينة العين في الإمارات العربية المتحدة من المدن المنعشه اقتصاديا حيث تنتشر بها مركز التسوق الضخمة التي تضم أشهر الماركات العالمية والأسواق العالمية مثل الكارفور ولولو بفروعها

شعار الجيمي مول في مدخل المول

## البنية

الهيلي مول ويقع بجانبه فندق ريحانة الهيلي

في كل مركز تجاري يكون سوق كبير مثل الكارفور أو لولو هايبرماركت وغيرها بالاضافه إلى العشرات من المحلات التجارية التي تحمل الماركات التجارية العالمية وايضا الماركات المحلية والعربيه . بالاضافه إلى مدينه العاب للاطفال وايضا يوجد قسم للمطاعم والوجبات السريعة والتي تشمل معظم المطاعم المحلية والعالميه مثل ماكدونالز وكنتاكي وعيرها الكثير

الجيمي مول في العين من الخارج

## المراكز التجارية
- الهيلي مول

الواي مول في منطقة مزيد

- مركز العين للتسوق - العين مول الذي يضم ميغا مارت
- مركز الجيمي للتسوق - الجيمي مول الذي فيه كارفور
- مركز البوادي للتسوق - قالب:البوادي مول (مدينة العين) - (الذي تم افتتاحه في 2009 في منطقة مِزْيَد) [1]
- الفوعة مول - في منطقه الفوعة وفيه أحد فروع لولو هايبر ماركت

بوتيك مول في منطقة مقابل مبنى اتصالات في العين

- بوتيك مول قرب الصناعية مقابل مبنى الاتصالات
- لولو هايبر ماركت والذي لديه عدة فروع في العين وأبو ظبي [2]
- أسواق كارفور بعده فروع
- أسواق الزعفرانة في منطقو الطوية
- أسواق الهدايا المنتشره في كافه مناطق العين بفروعها
- السفير مول على طريق دبي
- مجموعه أسواق الصفا التجارية بفروعها الصفا اكسبرس

## وصلات خارجية
- مركز العين للتسوق
- اللولو هايبر ماركت
- مركز البوادي للتسوق